# Pařezí (Petrovice u Sušice)
Pařezí je malá vesnice, část obce Petrovice u Sušice v okrese Klatovy v Plzeňském kraji. Nachází se asi 2,5 kilometru západně od Petrovic u Sušice. Je zde evidováno 11 adres. V roce 2011 zde trvale žilo devatenáct obyvatel.
Pařezí leží v katastrálním území Petrovice u Sušice o výměře 7,12 km².

## Historie
První písemná zmínka o vesnici pochází z roku 1840.

## Obyvatelstvo
| Rok            | 1869 | 1880 | 1890 | 1900 | 1910 | 1921 | 1930 | 1950 | 1961 | 1970 | 1980 | 1991 | 2001 | 2011 | 2021 |
| -------------- | ---- | ---- | ---- | ---- | ---- | ---- | ---- | ---- | ---- | ---- | ---- | ---- | ---- | ---- | ---- |
| Počet obyvatel | 57   | 63   | 63   | 49   | 47   | 40   | 47   | 15   | 20   | 16   | 17   | 12   | 10   | 19   | 28   |
| Počet domů     | 8    | 8    | 8    | 8    | 8    | 8    | 8    | 8    | 8    | 5    | 5    | 7    | 7    | 8    | 10   |